# Zeilen op de Olympische Zomerspelen 2020 – 470 vrouwen
De 470 vrouwen op de Olympische Zomerspelen 2020 vond plaats van 28 juli tot en met 4 augustus 2021. Regerend olympisch kampioen waren de Britten Hannah Mills & Saskia Clark, Mills prolongeerden aan de zijde van Eilidh McIntyre de olympische titel.
De competitie werd verdeeld in elf ronden. Punten werden gegeven na elke race; de winnaar scoort 1 punt, de tweede plaats scoort 2 punten, enz. 
Als een zeiler gediskwalificeerd werd of niet had gefinisht, dan werd er 1 plus het aantal deelnemers aan punten gegeven, in dit geval was dat 22 punten. Het slechtste resultaat van de eerste 10 races werd weggestreept. De elfde ronde, ook wel de medalrace genoemd, werd gehouden voor de top 10 van de eerste 10 races. In deze ronde werden de punten verdubbeld.

## Planning
| Datum           | Race         |
| --------------- | ------------ |
| 28 juli 2021    | Race 1 en 2  |
| 29 juli 2021    | Race 3 en 4  |
| 30 juli 2021    | Race 5 en 6  |
| 1 augustus 2021 | Race 7 en 8  |
| 2 augustus 2021 | Race 9 en 10 |
| 4 augustus 2021 | Medalrace    |

## Resultaten[1]
| Rang   | Land | Sporter                                  | Race   | Race     | Race   | Race | Race   | Race | Race | Race   | Race   | Race | Race | Punten | Punten |
| Rang   | Land | Sporter                                  | 1      | 2        | 3      | 4    | 5      | 6    | 7    | 8      | 9      | 10   | M    | Tot    | Net    |
| ------ | ---- | ---------------------------------------- | ------ | -------- | ------ | ---- | ------ | ---- | ---- | ------ | ------ | ---- | ---- | ------ | ------ |
| Goud   | GBR  | Hannah Mills Eilidh McIntyre             | 4      | 3        | 7      | 1    | 3      | 3    | 1    | 3      | 9      | 3    | 10   | 47     | 38     |
| Zilver | POL  | Agnieszka Skrzypulec Jolanta Ogar        | 1      | 1        | 2      | 5    | 12     | 1    | 5    | 4      | 15     | 15   | 8    | 69     | 54     |
| Brons  | FRA  | Camille Lecointre Aloïse Retornaz        | 3      | 2        | 4      | 7    | 1      | 12   | 6    | 5      | 10     | 4    | 12   | 66     | 54     |
| 4      | SUI  | Linda Fahrni Maja Siegenthaler           | 12     | 4        | 8      | 2    | 5      | 10   | 9    | 7      | 12     | 5    | 2    | 76     | 64     |
| 5      | SLO  | Tina Mrak Veronika Macarol               | 8      | 16       | 6      | 9    | 4      | 7    | 3    | 9      | 2      | 7    | 14   | 85     | 69     |
| 6      | GER  | Luise Wanser Anastasiya Winkel           | 22 DSQ | 22 DSQ   | 5      | 4    | 15     | 8    | 7    | 1      | 5      | 6    | 4    | 99     | 77     |
| 7      | JPN  | Ai Kondo Miho Yoshioka                   | 6      | 7        | 11     | 15   | 2      | 2    | 12   | 8      | 7      | 8    | 16   | 94     | 79     |
| 8      | ISR  | Noya Bar Am Shahar Tibi                  | 2      | 14       | 22 DSQ | 3    | 10     | 11   | 4    | 11     | 6      | 13   | 6    | 102    | 80     |
| 9      | BRA  | Fernanda Oliveira Ana Barbachan          | 15     | 5        | 1      | 10   | 13     | 4    | 10   | 10     | 8      | 1    | 20   | 97     | 82     |
| 10     | NED  | Afrodite Zegers Lobke Berkhout           | 10     | 11       | 14     | 11   | 9      | 6    | 17   | 6      | 4      | 2    | 18   | 108    | 91     |
| 11     | ESP  | Silvia Mas Patricia Cantero              | 11     | 13       | 3      | 6    | 14     | 15   | 8    | 17     | 1      | 10   |      | 98     | 81     |
| 12     | USA  | Nikki Barnes Lara Dallman-Weiss          | 13     | 6        | 15     | 13   | 6      | 5    | 19   | 2      | 22 UFD | 19   |      | 120    | 98     |
| 13     | ITA  | Elena Berta Bianca Caruso                | 5      | 10       | 9      | 12   | 8      | 16   | 14   | 16     | 16     | 12   |      | 118    | 102    |
| 14     | SWE  | Olivia Bergström Lovisa Karlsson         | 17     | 9        | 10     | 16   | 7      | 9    | 18   | 14     | 11     | 18   |      | 129    | 111    |
| 15     | GRE  | Ariadne-Paraskevi Spanak Emilia Tsoulfa  | 14     | 8        | 22 BFD | 17   | 17     | 13   | 2    | 12     | 22 UFD | 9    |      | 136    | 114    |
| 16     | AUS  | Nia Jerwood Monique de Vries             | 7      | 12       | 12     | 8    | 18     | 19   | 15   | 13     | 13     | 20   |      | 137    | 117    |
| 17     | TUR  | Beste Kaynakçı Okyanus Arıkan            | 18     | 18,1 DPI | 22 BFD | 18   | 11     | 14   | 13   | 18     | 3      | 14   |      | 149,1  | 127,1  |
| 18     | CHN  | Wei Mengxi Gao Haiyan                    | 9      | 15       | 16     | 14   | 22 DSQ | 18   | 11   | 15     | 14     | 17   |      | 151    | 129    |
| 19     | MAS  | Nuraisyah Jamil Juni Karimah Noor Jamali | 16     | 18       | 17     | 20   | 19     | 20   | 20   | 22 DNF | 17     | 11   |      | 180    | 158    |
| 20     | ARG  | María Belén Tavella Lourdes Hartkopf     | 22 DSQ | 22 DSQ   | 13     | 19   | 16     | 17   | 16   | 19     | 22 UFD | 16   |      | 182    | 160    |
| 21     | MOZ  | Denise Parruque Maria Machava            | 22 DNS | 22 DNS   | 18     | 21   | 20     | 21   | 21   | 20     | 18     | 21   |      | 204    | 182    |

Afkortingen:
- OCS – Start aan verkeerde kant van de startlijn
- DSQ, BFD, DGM, DNE – Gediskwalificeerd
- DNF – Niet gefinisht
- DNS – Niet gestart
- DPI – Straf opgelopen
- RDG - Schadeloos gesteld
- UFD - "U"vlag diskwalificatie